# Miryang
Miryang is een stad in de Zuid-Koreaanse provincie Gyeongsangnam-do. De stad telt ruim 98.000 inwoners en ligt in het zuiden van het land.

## Bestuurlijke indeling
- Hanam-eup
- Samnangjin-eup
- Bubuk-myeon
- Cheongdo-myeon
- Chodong-myeon
- Danjang-myeon
- Muan-myeon
- Sangnam-myeon
- Sangdong-myeon
- Sannae-myeon
- Sanoe-myeon
- Gagok-dong
- Gyo-dong
- Naeil-dong
- Naei-dong
- Sammun-dong

## Stedenbanden
- Yasugi, Japan (1990)
- Omihachiman, Japan (1994)
- Benxi, China (1998)
- Namwon, Zuid-Korea (1999)
- Ulanhot, China (1999)
- New Milford, Verenigde Staten (2004)
- Handan, China (2004)
- Setouchi, Japan (2006)